# Chinchaypujio (distrito)
O Distrito peruano de Chinchaypujio é um dos 9 distritos da Província de Anta, situada no Departamento de Cusco, pertenecente a  Região Cusco, Peru

## Transporte
O distrito de Chinchaypujio é servido pela seguinte rodovia:
- PE-3SF, que liga o distrito de Anta (Região de Cusco) à cidade de Abancay (Região de Apurímac) [1][2][3]